# God Only Knows
A God Only Knows a The Beach Boys egyik legnépszerűbb dala, a klasszikus Pet Sounds nagylemez nyolcadik száma, Brian Wilson és Tony Asher szerzeménye. A szólóvokált Carl Wilson énekli.
A "God Only Knows" sok szempontból úttörő dalnak tekinthető: ez volt az első popszám, amelynek címében szerepelt az isten szó, emellett a dal jóval összetettebb volt, mint bármi, amit a Beach Boys (vagy bármely másik popzenekar) azelőtt lemezre vett – különösen igaz ez a komplikált dalszerkezetre és a nagyívű vokálharmóniákra. A dal felvételekor Brian Wilson rengeteg szokatlan hangszert alkalmazott, köztük a bevezetőben hallható csembalót és franciakürtöt.
A szövegíró Tony Asher megjegyezte, hogy minden idők egyik legnagyszerűbb szerelmes dala ironikus módon az I may not always love you sorral kezdődik.

## Dalszerzés
Wouldn't It Be Nice: My Own Story című önéletrajzában Brian Wilson azt állítja, hogy a dallamot a Lovin' Spoonful zenekar egyik száma inspirálta. Wilson szerint a dal "egy vízió, amit Tony-val láttunk. Képzeld el, hogy vak vagy, de vakságodban is sokkal többet látsz. Lehunyod a szemed, és képes vagy magad elé idézni egy helyet vagy egy történést. Ez az elképzelés mindent összefoglalt, amit egy dalban valaha is megpróbáltam kifejezni."
A dal írásakor Tony Asher biztos volt benne, hogy a "God Only Knows" nagy slágerré válik majd. "Ez egy olyan dal volt, amiről előre tudtam, hogy sikeres lesz, hiszen olyan gyönyörű. Aggódtam amiatt, hogy a szöveg nem veszi fel a versenyt a dallam szépségével. Hány szerelmes dal kezdődik a "Talán nem mindig szeretlek" sorral? Szerettem ezt a kis csavart benne, és küzdöttem azért, hogy ezzel a sorral induljon a szám. Mialatt Brian-nel dolgoztam, nem kellett sok dolog miatt a sarkamra állni, de ebben az esetben a végsőkig kitartottam az ötletem mellett. Tudtam, hogy működni fog a dolog, hiszen a második verzében már világossá válik a valódi üzenet: "Szeretni foglak, amíg csak a nap el nem sorvad", vagyis "Örökké szeretni foglak". Végül aztán, úgy gondolom, a "God Only Knows" lett az a dal, amit a legtöbb ember ismer a Pet Sounds-ról."
Brian saját bevallása szerint valóban "utálta a dal első sorát, mert túl negatív volt", és csak azután enyhült meg, hogy a teljes dalszöveget elolvasta.

## A dal címe
Brian akkori felesége, Marilyn felidézte az első alkalmat, amikor Wilson eljátszotta neki a dalt zongorán: "Azt gondoltam, te jó ég, istenről énekel a dalban. Ezt eléggé vakmerőnek tartottam. Közben azt is gondoltam, hogy a dal túl ájtatos, és egy kicsit ciki. Briant viszont nem érdekelte, hogy mások mit gondolnak a szövegről, vagy arról, hogy mit akar kifejezni vele."
Asher elmondása szerint "Brian-nel hosszan vitatkoztunk a címről. Soha senki nem szerepeltette még az isten szót egy popdal címében, és Brian kétségtelenül nem akart az első lenni. Attól tartott, hogy nem játsszák majd a rádiók. De végül is a dolog működött, és a "God Only Knows" számomra azóta is minden idők egyik legnagyszerűbb dala. Nem azért, mert én írtam a szöveget. Az üzenet egyszerűsége ("miattad vagyok az, aki vagyok") teszi olyan személyessé és gyöngéddé a dalt."

## A szólóénekes kiválasztása
Brian eredetileg saját maga szándékozta a "God Only Knows" szólóvokálját énekelni, ám végül átengedte a lehetőséget öccsének, Carl-nak. "Először én akartam énekelni. De miután elkészültünk a felvétellel, azt gondoltam, Carl jobban ki tudná fejezni a dal üzenetét. Szóval feláldoztam ezt a számot. De Carl csodálatosan énekelte."
Carl Wilson később elmondta, milyen szerencsének érezte magát, amiért ő énekelheti a szólóvokált. "Megtisztelve éreztem magam. Olyan gyönyörű dal, szinte önmagát énekli. Brian valami olyasmit mondott nekem, Ne csinálj semmit vele, énekeld nagyon egyszerűen. Ne erőlködj. Levegősen, könnyeden énekeld. Nagyon hálás voltam neki, hogy átengedte a szólóvokált."
Bruce Johnston visszaemlékezése szerint: "Brian rengeteget dolgozott a "God Only Knows"-on, és egy ponton a dal végén együtt énekelt az összes Beach Boys-tag, Terry Melcher, Brian felesége, Marilyn, és Marilyn testvére, Diane. Az egész túl sok volt. Brian nagyon helyesen lecsupaszította a vokálokat, így végül csak az én hangom maradt, Brian-é, és Carl-é. Ez egy nagyon gyöngéd dal, helyes döntés volt Brian részéről, hogy csak három énekhangot hagyott benne. Szerintem ez az egyetlen népszerű Beach Boys-sláger, amiben csak három énekhang hallható."
A Pet Sounds 1990-es CD-kiadásának kísérőfüzetében Brian Wilson a következőket írja: „A »God Only Knows« szólóvokáljának felvétele előtt Carllal füvet szívtunk, és imádkoztunk. Útmutatásért imádkoztunk, és azért, hogy a dalban vibráló szeretet elérje az embereket.”

## A dal felvétele
Az instrumentális alap felvételére 1966. március 10-én került sor a hollywoodi Western Recorders stúdióban. Húsz felvételre volt szükség, mire Wilson elégedett volt a végeredménnyel. Az ülésen részt vevő stúdiózenészek közül többen is életük egyik legvarázslatosabb élményének nevezték a felvételt. Brian állítása szerint huszonhárom zenész volt jelen a felvételi ülésen, noha a session dokumentációja csak tizenhatot jelöl. Valamennyi zenész egyszerre, élőben játszott.
A vokálokat márciusban és áprilisban vették fel a Columbia stúdióban. A szólóvokált Carl Wilson énekli, a háttérvokálokat Brian és Bruce Johnston. Mint Bruce Johnston elmondta: "Az ülés végére Carl elfáradt, és hazament. Nyolc sáv állt rendelkezésünkre, így végül az elúszásban Brian a három szólam közül kettőt énekelt."

## AGod Only Knowshatása
Noha a Rolling Stone magazin a közelmúltban a poptörténelem 25. legjobb dalának kiáltotta ki, a "God Only Knows" 1966-ban csak a kislemezlista 39. helyéig jutott az Amerikai Egyesült Államokban (noha Angliában második helyezett lett). Paul McCartney egy alkalommal minden idők legnagyszerűbb szerelmes dalának nevezte. A "God Only Knows" szerepel a Rock and Roll Hall Of Fame 500 dal, amely formát adott a rock and rollnak listáján is.
Amikor 2006 októberében beiktatta Brian Wilsont a UK Music Hall of Fame-be, Bono a következőket mondta: "A "God Only Knows" vonóshangszerelése egyértelmű bizonyítéka az angyalok létezésének."
Jimmy Webb dalszerző szintén egyike a "God Only Knows" rajongóinak: "A "God Only Knows" a barokk zenét idézi, visszamegy egészen 1740-ig és J.S. Bach-ig. A vallási zeneművek tradícióját használja, ami szerintem fontos része Brian zenéjének."

## Feldolgozások
A "God Only Knows" Brian Wilson egyik leggyakrabban feldolgozott kompozíciója. Lemezre vette többek között Glen Campbell, Andy Williams, Neil Diamond és David Bowie is. A dal szerepel a Boogie Nights és a Love Actually című filmekben és a hozzájuk kapcsolódó filmzenealbumokon.

### AGod Only Knowsfeldolgozásainak listája
- Brenda & the Tabulations az 1967-es Dry Your Eyes albumon
- Claudine Longet az 1972-es Let's Spend The Night Together albumon
- Captain & Tennille az 1975-ös Love Will Keep Us Together albumon
- David Bowie az 1984-es Tonight albumon
- Charly Garcia és Pedro Aznar az 1991-es Tango 4 albumon
- Justin Hayward az 1994-es Classic Blue albumon
- A Real Group az 1994-es Nothing But The Real Group albumon
- A Manhattan Transfer az 1995-ös Tonin albumon
- A Nylons az 1996-os Run For Cover albumon
- A Vogues a 2001-es Memories/Sing The Good Old Songs albumon
- Brian Wilson a 2002-es Pet Sounds Live koncertalbumon
- Holly Cole a 2003-as Shade albumon
- Mandy Moore és Michael Stipe a Saved! című film 2004-es filmzenealbumán
- Jonatha Brooke a 2004-es Back In The Circus albumon
- Kim Kuzma a 2005-ös Who You Are albumon
- Petra Haden 2006-ban

## Részletek
- Szerzők: Brian Wilson/Tony Asher
- Album: Pet Sounds
- Hossz: 2:49
- Producer: Brian Wilson
- Instrumentális felvételek: 1966. március 10., Western Recorders, Hollywood, Kalifornia. Hangmérnök: Chuck Britz.
- Vokálfelvételek: 1966 március–április, Columbia Studios, Hollywood, Kalifornia. Hangmérnök: Ralph Balantin.
- Kislemez: 1966. július 18., Capitol 5706. 1966. augusztus 12-én került fel a Billboard kislemezlistájára, 8 hetet töltött a listán, legmagasabb helyezése a 39. volt, amelyet szeptember 24-én ért el. A dal eredetileg a "Wouldn’t It Be Nice" A-oldalaként jelent meg, a rádiós programszerkesztők mégis a B-oldalas számot játszották gyakrabban, s nem az isten szó használata miatt "rizikósnak" ítélt "God Only Knows"-t.

### Zenészek
- Carl Wilson: szólóvokál
- Brian Wilson: háttérvokál
- Bruce Johnston: háttérvokál
- Hal Blaine: dob
- Jim Gordon: ütősök
- Lyle Ritz: basszusgitár
- Carol Kaye: basszusgitár
- Ray Pohlman: basszusgitár
- Don Randi: zongora
- Larry Knechtel: orgona
- Carl Fortina: harmonika
- Frank Morocco: harmonika
- Leonard Hartman: klarinét, basszusklarinét
- Bill Green: fuvola
- Jim Horn: fuvola
- Alan Robinson: franciakürt
- Jay Migliori: baritonszaxofon
- Leonard Malarsky: hegedű
- Sid Sharp: hegedű
- Darrel Terwilliger: brácsa
- Jesse Erlich: cselló